# Jokkmokks kommunala realskola
Jokkmokks kommunala realskola var en kommunal realskola i Jokkmokk verksam från 1950 till 1961.

## Historia
Skolan bildades som en högre folkskola som 1950 ombildades till en kommunal mellanskola vilken ombildades till kommunal realskola 1 juli 1952
Realexamen gavs från 1950 till 1961.